# MOS Burger
MOS Burger (モスバーガー?, Mosu bāgā) è il nome commerciale con cui opera la MOS Food Services Inc. (株式会社モスフードサービス?, Kabushiki-kaisha Mosu Fūdo Sābisu), azienda giapponese attiva nel settore della ristorazione rapida.

## Storia
Fondata nel 1972 da Atsushi Sakurada con l'intento di unire il cibo veloce tipico americano con la tradizionale cucina giapponese l'azienda è presto cresciuta fino a diventare la seconda catena di fast food del paese dopo l'americana McDonald's.

## Diffusione
La MOS possiede più di 1.300 locali, oltre che in Giappone anche a Taiwan, Singapore, Hong Kong, Thailandia, Indonesia, Australia, Corea del Sud. Nelle Hawaii la compagnia è stata presente fino al 2005 ma per via degli scarsi risultati ottenuti si è ritirata da quel mercato.